# 氷室饅頭
氷室饅頭（ひむろまんじゅう）は、石川県に古くから伝わる饅頭。毎年7月1日の初夏に食べられる縁起菓子である。こし餡の入った丸型の酒饅頭で、皮の色は白、赤（桃色）、緑の三色ある。

## 歴史
- 江戸時代、加賀藩前田家は、毎年7月1日（旧暦6月1日）になると氷室の雪氷を幕府に献上していた。加賀藩5代目藩主、前田綱紀の時代になると、金沢の菓子屋の道願屋彦兵衛の考案で饅頭が作られ、道中の無事を祈り神社に供えられた。この出来事が氷室饅頭の起源と伝えられる。
- 明治時代になっても、7月1日は氷室開きの日（氷室の日）とされ、無病息災を願って饅頭を食べる習慣が残った。